# Indistinguibilidad topológica
En topología, dos puntos de un espacio topológico {\displaystyle X} son topológicamente indistinguibles si tienen exactamente los mismos entornos. Es decir, dados dos puntos {\displaystyle x} e {\displaystyle y} de {\displaystyle X}, si {\displaystyle \xi (x)} es el conjunto de entornos de {\displaystyle x} y {\displaystyle \xi (y)} es el conjunto de entornos de {\displaystyle y}, entonces {\displaystyle x} e {\displaystyle y} son "topológicamente indistinguibles" si y solo si {\displaystyle \xi (x)=\xi (y)}.
Intuitivamente, se puede decir que dos puntos son topológicamente indistinguibles si la topología no es capaz de discernir los puntos. 
Dos puntos de {\displaystyle X} son topológicamente distinguibles si no son topológicamente indistinguibles. Esto significa que existe algún entorno de uno de los puntos que no contiene al otro. 
La indistinguibilidad topológica define una relación de equivalencia en cualquier espacio topológico. 

## Propiedades
Las siguientes condiciones son equivalentes:
- {\displaystyle x} e {\displaystyle y} son topológicamente indistinguibles
- Toda base de entornos de {\displaystyle x} es una base de entornos de {\displaystyle y} y viceversa
- Para todo abierto {\displaystyle A} se tiene {\displaystyle x,y\in A} o bien {\displaystyle x,y\notin A}
- La clausura topológica de {\displaystyle {x}} es igual a la de {\displaystyle {y}}: {\displaystyle {\overline {\{x\}}}={\overline {\{y\}}}}
- {\displaystyle y\in {\overline {\{x\}}}} y {\displaystyle x\in {\overline {\{y\}}}}
- {\displaystyle y} pertenece a la intersección de todos los entornos básicos de {\displaystyle x} y {\displaystyle x} pertenece a la intersección de todos los entornos básicos de {\displaystyle y}
- {\displaystyle x} pertenece a todo abierto y a todo cerrado que contiene a {\displaystyle y}

## Ejemplos
- En la topología trivial, los puntos distintos son topológicamente indistinguibles.[2]
- En los espacios T0, T1, T2, T3 y T4, los puntos distintos son distinguibles.[1]
- En la topología discreta, los puntos distintos son topológicamente distinguibles.[2]
- En la topología sobre el conjunto de los números enteros, generada por los básicos de tipo {2n-1, 2n} con "n" entero, todo impar es topológicamente indistinguible de su sucesor inmediato, o lo que es equivalente: todo par es indistinguible de su antecesor inmediato.